# Daniela Herrera
Yudi Daniela Herrera Avendaño es una modelo, reina de belleza y estudiante de Comunicación social colombiana nacida en la ciudad de Valledupar y virreina del concurso nacional de belleza representando el departamento del cesar. Es la titular de su país en el concurso Miss Internacional 2016, celebrado en Japón.

## Reseña biográfica
Herrera nació en valledupar, Cesar, Colombia. Hija de Joaquín Alfonso Herrera Monsalve, empresario del transporte, y Dominga Avendaño; es la menor de dos hermanas. Actualmente estudia Comunicación social y Periodismo en la Universidad Pontificia de Bucaramanga.

## Carrera
Herrera representó al departamento de Cesar en el Concurso Nacional de Belleza de Colombia 2015. En la competencia, obtuvo la banda de Reina de la policía, y finalmente se ubicó como Primera finalista —Virreina nacional— de Andrea Tovar, de Chocó, eventual ganadora.
Como obligaciones de su título está acompañar a la reina junto con las demás finalistas, a los distintos eventos a los que asistan; y representar a Colombia en el certamen de belleza Miss Internacional. El 26 de octubre de 2016, participó en el Miss Internacional 2016, en Tokio, Japón. En la noche final no logró clasificar al cuadro semifinal, siendo Kylie Verzosa, de Filipinas, la ganadora del título.